# Junik
Junik (v srbské cyrilici Јуник, albánsky  Juniku) је sídlo v Kosovu, administrativně součást opštiny Dečani. Nachází se na samém západu Kosova, v podhůří pohoří Prokletije (albánsky Bjeshkët e Nemuna), u hranice s Albánií. V roce 2011 měl 6053 obyvatel.
Obyvatelstvo Juniku je převážně albánské národnosti. Z města jsou původem boxeři Luan a Robin Krasniqi.
První písemná zmínka o obci je z roku 1485. V první polovině 20. let 20. století se v blízkosti obce nacházela nárazníková zóna okolo hranice mezi Královstvím SHS a Albánií.